# Ematurga anomalaria
Ematurga anomalaria là một loài bướm đêm trong họ Geometridae.